# Bassas da India
Bassas da India (egyes forrásokban franciául Basse de Judie) atoll az Indiai-óceánon.
Közigazgatási szempontból az Indiai-óceáni francia szigetek (franciául "Îles éparses de l'océan Indien") része, mely a Francia déli és antarktiszi területek öt régiójának egyike.